# Hrubý Jeseník
Hrubý Jeseník (deutsch Jesenik, früher Groß Jesenik, auch Großendorf) ist eine Gemeinde im Středočeský kraj in der Tschechischen Republik. Der Ort liegt 8 km nördlich von Nymburk und gehört zum Okres Nymburk.

## Geographie
Hrubý Jeseník befindet sich auf einem Höhenzug zwischen den Tälern der Ronovka und der Křinecká Blatnice auf der Ostböhmischen Tafel. Nordwestlich erhebt sich die Kuppe Homolka (216 m), und im Nordosten der Chotuc (253 m). Östlich des Dorfes verläuft die Durch das Dorf führt die Eisenbahn von Nymburk nach Jičín, die Bahnstation "Oskořínek" liegt in Ronov.
Nachbarorte sind Mečíř im Norden, Křinec, Zábrdovice, Chaloupky, Podchotoucký Mlýn und Leč im Nordosten, Vestec im Osten, Nový Dvůr im Südosten, Ronov und Oskořínek im Süden, Krchleby im Südwesten, Jizbice im Westen sowie Jíkev im Nordwesten.

## Geschichte

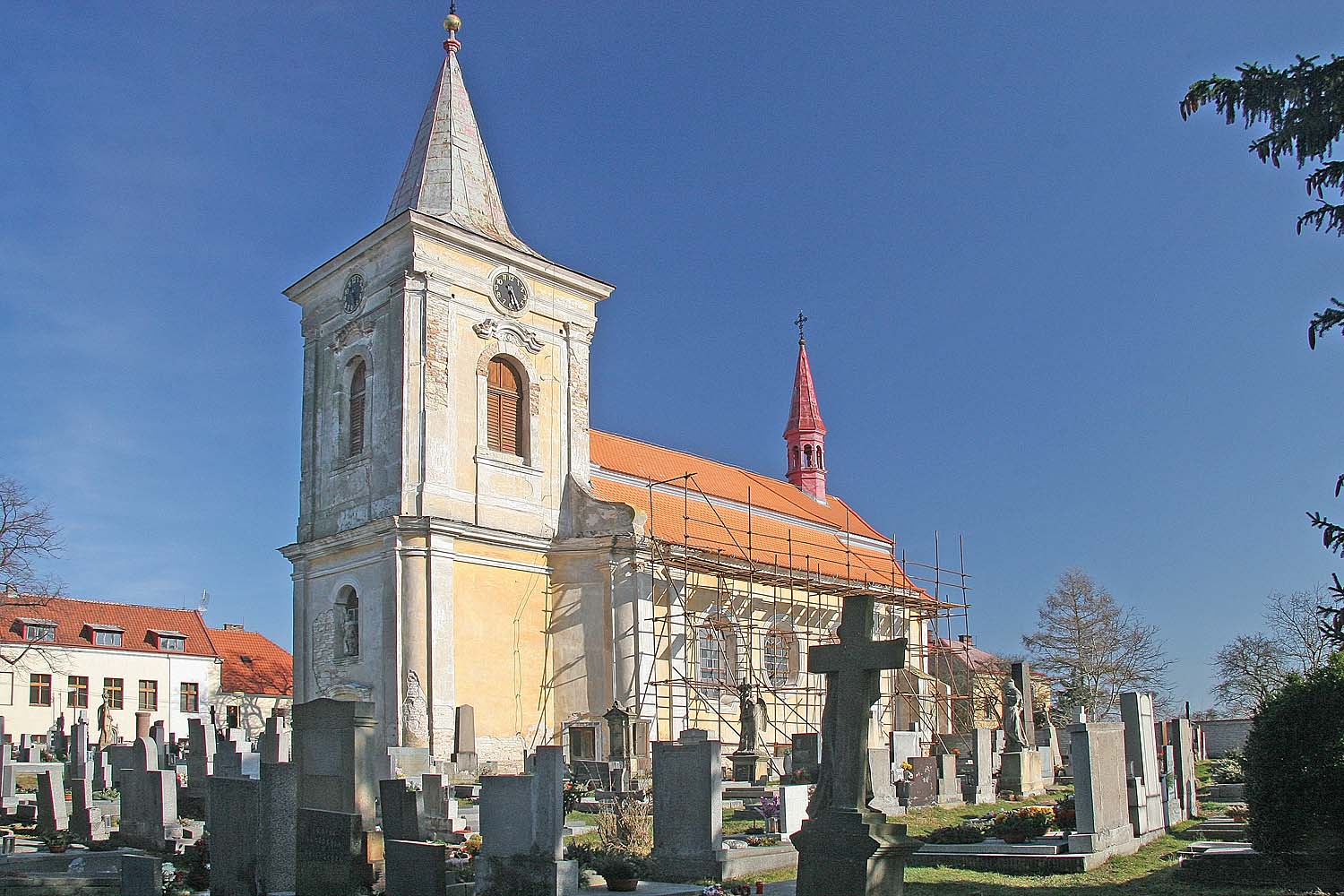
Kirche St. Wenzel

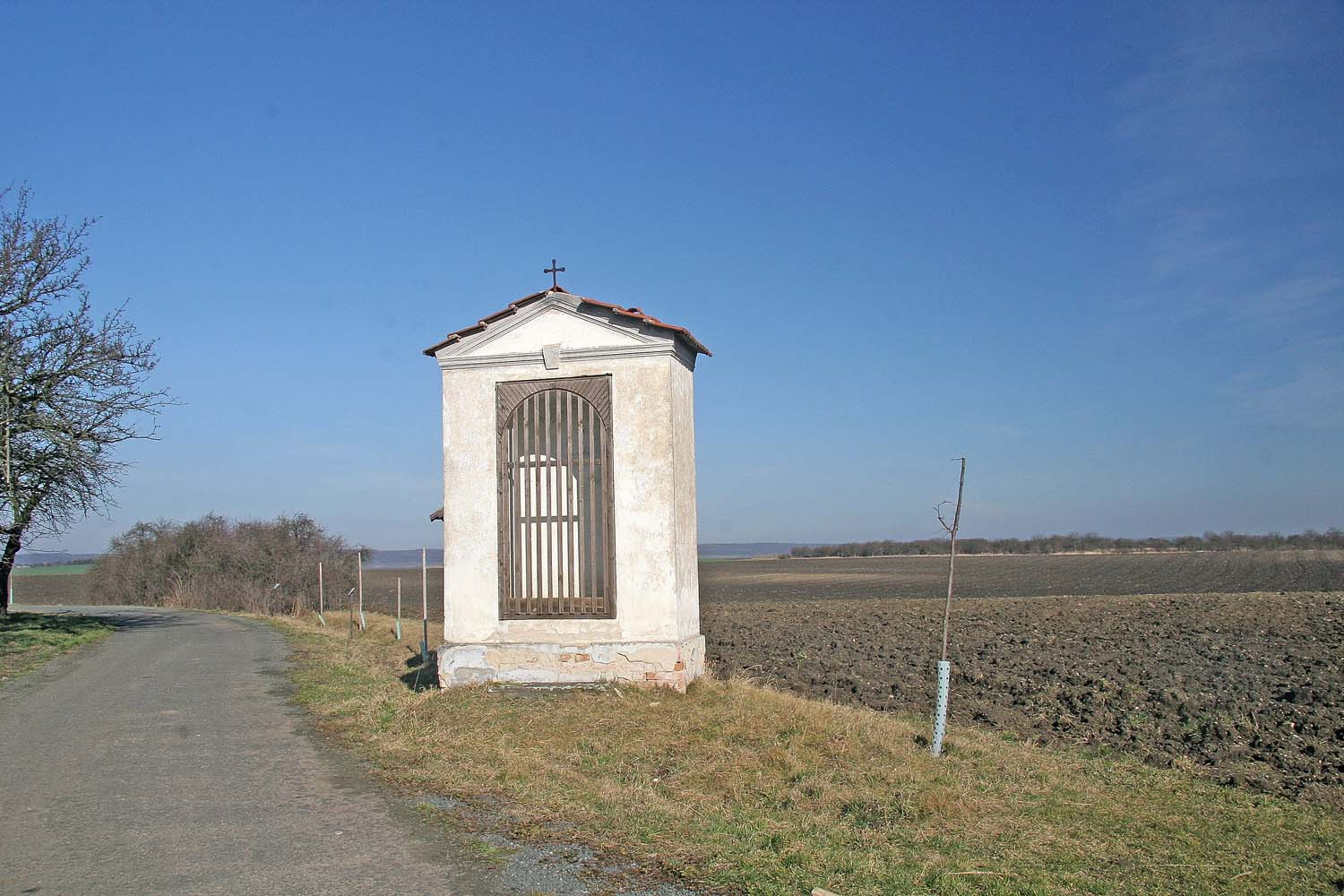
Nischenkapelle

Erstmals erwähnt wurde Jazenice 1088 in der Gründungsurkunde des Domkapitels auf dem Vyšehrad, als  Vratislav II. dem Kapitel den Vorwerkshof und die Schmiede überließ. Seit 1352 ist der Ortsname als Jessenyk nachweislich.
Zu Beginn des 15. Jahrhunderts erfolgte die Unterscheidung zwischen Gesenik Weliky (Jeseník) und Gesenik Maly (Jeseníček). Jeseník bildete den östlichen Teil, Jeseníček war eine kleine Ansiedlung im Westen des Dorfes. Jeseník gehörte verschiedenen Landadelsfamilien. Zu ihnen gehörten die Herren von Adlar und im 16. Jahrhundert die Křinecký von Ronov. Diese schlossen die Jeseniker Güter an die Herrschaft Ronow an. Später erfolgte die Vereinigung von Ronow und Křinec zu einer Herrschaft. Jesenik war Pfarrort für Oskořínek, Ronov, Nový Dvůr und Jíkev. Nach der Schlacht am Weißen Berg kaufte Albrecht von Waldstein die Güter und veräußerte sie bald wieder. Während des Dreißigjährigen Kriegs wurde das Dorf verwüstet und die Pfarre erlosch. Nach dem Krieg entstand in Jesenik eine Dorfschule und den Pfarrsprengel betreuten die Dominikaner aus Nymburk. Zum Ende des 17. Jahrhunderts kauften die Grafen von Morzin Křinec mit den zugehörigen Dörfern. Im Zuge der Josephinischen Reformen erfolgte eine Parzellierung des Gutes Jeseník. Vom Dorfplatz zur Kirche entstand eine neue schnurgerade Straße, entlang der eine Reihe von Chaluppen angelegt wurde. Jeseník und Jeseníček verschmolzen in dieser Zeit ebenfalls zu einer Einheit. In den Jahren 1793 bis 1794 erfolgten der Wiederaufbau des Pfarrhauses und die Einsetzung eines Pfarrers.
Nach der Aufhebung der Patrimonialherrschaften entstand 1850 die politische Gemeinde Velký Jeseník im Bezirk Poděbrady, die auch als Hrubojeseník und ab dem Ende des 19. Jahrhunderts als Jeseník bezeichnet wurde. 1916 wurde der amtliche Name Hrubý Jeseník eingeführt. 1934 erfolgte die Zuordnung der Gemeinde zum Okres Nymburk. Im Jahre 1980 wurde Hrubý Jeseník nach Oskořínek eingemeindet. Seit 1992 besteht die Gemeinde wieder.

## Gemeindegliederung
Für die Gemeinde Hrubý Jeseník sind keine Ortsteile ausgewiesen. Zu Hrubý Jeseník gehört die Einschicht Chaloupky (Chalaupka).

## Sehenswürdigkeiten

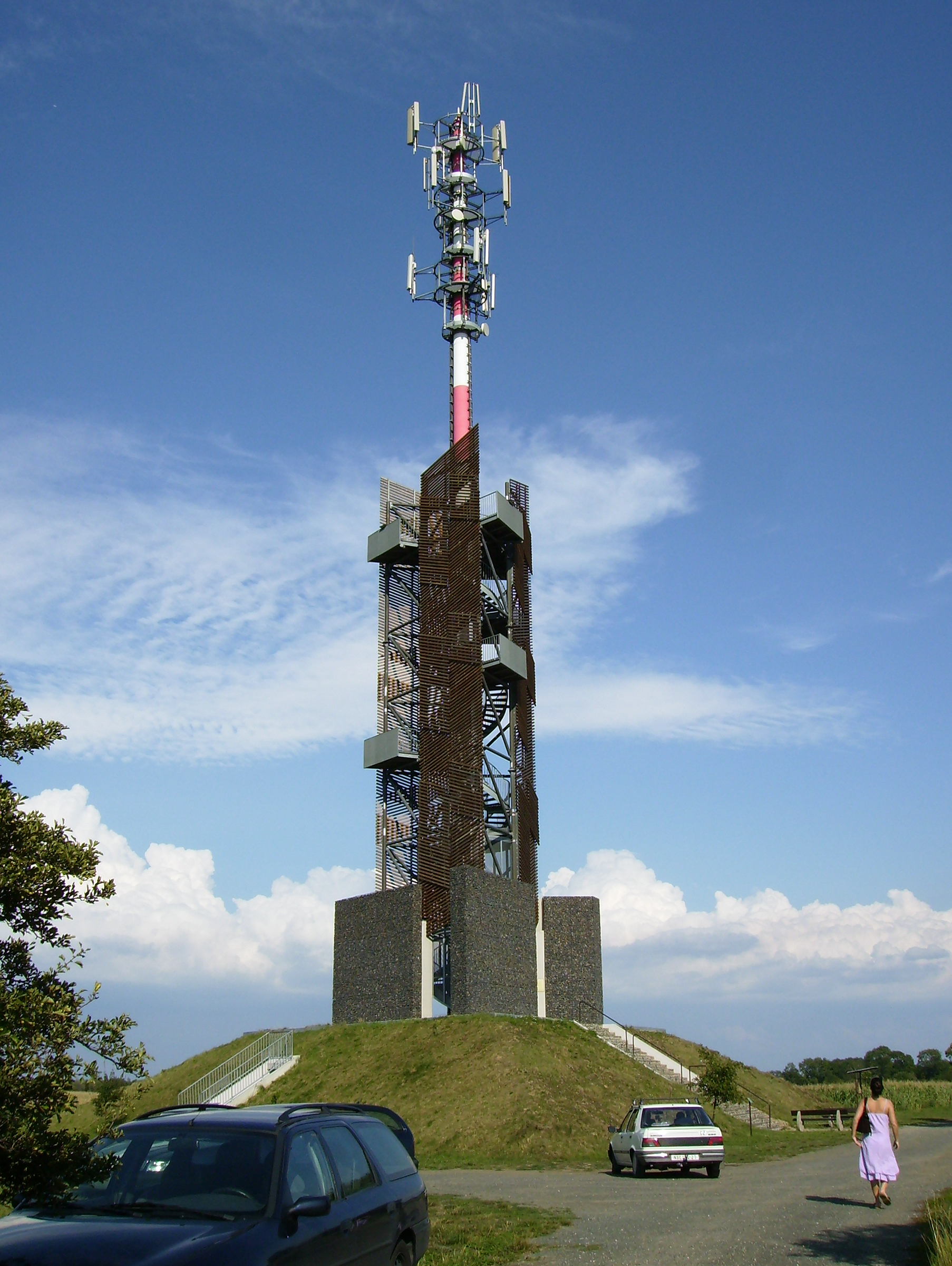
Aussichtsturm Romanka

- Kirche des hl. Wenzel: Der aus der Mitte des 14. Jahrhunderts stammende Kirchenbau erhielt seine heutige Gestalt beim Umbau von 1769
- Aussichtsturm Romanka: Die 2002 errichtete Stahl- und Betonkonstruktion wurde im selben Jahr beim Grand Prix in der Kategorie Landschaftsarchitektur ausgezeichnet. Der auf einem künstlich aufgeschütteten Hügel errichtete 50 m hohe Betonmast mit Sendeanlagen wurde mit Aussichtsplattformen umgeben, von denen die oberste in 26 m gelegen und über 116 Stufen erreichbar ist.
- denkmalgeschützte Lindenallee mit 200-jährigen Winterlinden, an der Gemeindegrenze mit Oskořínek; die Allee war ursprünglich Teil eines sternförmig angelegten Wegesystems zwischen Neu Ronow, der Kirche St. Wenzel und einem Hain.
- Statuen der Immaculata und des hl. Nikolaus von Toletino am Kreuzungspunkt der Lindenallee
- Nischenkapelle der Jungfrau Maria, am Ende der Lindenallee
- Pfarrhaus, erbaut 1900
- klassizistisches Kreuz aus dem Jahre 1863, an der Westseite des Dorfangers